# Ла Луиса (Порторико)
Ла Луиса (шп. La Luisa) град је у америчкој острвској територији Порторико, острвској држави Кариба.

## Демографија
По попису из 2010. године број становника је 2.590, што је 297 (-10,3%) становника мање него 2000. године.
| Група             | 2000.         | 2010.         |
| Белци             | 5 (0,2%)      | 43 (1,7%)     |
| Афроамериканци    | 205 (7,1%)    | 299 (11,5%)   |
| Азијати           | 3 (0,1%)      | 6 (0,2%)      |
| Хиспаноамериканци | 2.880 (99,8%) | 2.546 (98,3%) |
| Укупно            | 2.887         | 2.590         |